# Chaerephon chapini
Chaerephon chapini es una especie de murciélago de la familia Molossidae.

## Distribución geográfica
Se encuentra en Namibia Angola Congo, República Democrática del Congo Zimbabue Zambia Botsuana, Kenia Uganda Etiopía, Sudán y Ghana.